# Juan Gómez Taleb
Juan Ignacio Gómez Taleb, född 20 maj 1985 i Reconquista, är en argentinsk fotbollsspelare som för närvarande spelar i Hellas Verona FC i italienska Serie A.

## Meriter

### Klubb
AS Gubbio
- Lega Pro Prima Divisione: 2010/2011